# 清岡氏
清岡氏（きよおかし）は、日本の氏族の一つ。清岳氏も同類のため、当項目にて説明する。

## 古代氏族としての清岡氏（浄岡氏・清岳氏）

### 皇別の清岳氏
姓は真人。皇別氏族であるが出自不詳。延暦24年（805年）坂野王・石野王ら16人が清岳真人の姓を賜与された（『日本後紀』）。

### 百済系渡来氏族
氏姓は浄岡連、のち清岡宿禰。百済系の渡来氏族。奈良時代の医者である浄岡広島を鬼室集信の孫とする系図がある。

### 高句麗系渡来氏族
姓はなし。延暦18年（799年）信濃国に住む高句麗系渡来人の下部文代らが清岡姓を賜与された（『日本後紀』）。

## 土佐の清岡氏
菅原高視の子孫を称した清岡惟泰（1548年 - 1607年）を祖とする。江戸時代に安芸郡田野村（現在の田野町）に郷士または庄屋として在住し、土佐藩に軍資金を出したほど裕福な家であった。
幕末期には安芸郡甲浦の清岡成章（道之助）が武市瑞山を盟主とする土佐勤王党 に所属していたとされるが、何らかの事情により名簿からは名を削除されている。のちに道之助が率いる野根山二十三士（野根山二十三烈士）は、土佐藩による土佐勤王党の弾圧により投獄された瑞山釈放の訴えから野根山の戦いを起した。勤王党への弾圧は、当初、乾退助に命じられたが、退助は、土佐藩上士勤王派であり、慎太郎と通じていたため藩庁と意見が合わず江戸へ左遷。後任を後藤象二郎が受け持つことをなった。藩は清岡の行動を一揆とみなし、大監察・小笠原唯八率いる藩兵を派遣して征圧。清岡らは阿波へ逃亡を図ろうとするも、藩に身柄を捕縛され、田野奉行所へ拘束された。
その後、一切の取り調べを行われることなく元治元年（1864年）9月5日、安芸郡奈半利河原で斬首となった。これを知らされた坂本龍馬はひどく悲しんだとのこと。
清岡成章の子・清岡邦之助は慶應義塾に通っていたが、後に福沢諭吉の三女と結婚して政治家となり、明治政府において特に富国強兵面で貢献した。
現在も清岡家は地主として高知県内に土地を多く所有するが、本家は高知県外に在住。

### 家紋について
家紋は諸説あるが、橘であるというのが最も有力。彦根橘、丸に橘、梅鉢、加賀梅鉢などが他にいわれている。